# Het Bolwerk (poppodium)
Het Bolwerk is een poppodium voor hedendaagse muziek in Sneek. Het podium is onderdeel van Cultureel Kwartier Sneek.
Het podium is vernoemd naar het bastion Het Bolwerk, nabij het podium. Het Bolwerk staat aan de Kerkgracht, naast de Noorderkerk en is gevestigd in de voormalige Bolwerkschool. Het podium is in de jaren zeventig gesticht en is, landelijk bekeken, een middelgroot podium. Het gebouw is in 2009 volledig gerenoveerd.
In Het Bolwerk hebben verschillende bekende namen opgetreden, waaronder The Offspring, Herman Brood en het Rosenberg Trio. De huidige programmering van Het Bolwerk is breed: vrijwel alle hedendaagse muziekstijlen zijn hierin vertegenwoordigd, alsook kinder- en (muziek)theatervoorstellingen.
In Het Bolwerk vond de finale plaats van het jaarlijkse popconcours van Friesland, De Kleine Prijs van Sneek. Het was de voorloper van de Friese Popprijs, het latere Kleine Prijs van Fryslân.